# Carrer d'Eduard Maristany
El carrer d'Eduard Maristany és una via de Badalona paral·lela a banda i banda de la via del ferrocarril, que travessa els barris del Centre, Progrés, Gorg i la Mora.
Anteriorment havia rebut el nom de carrer del Carril (o del Ferrocarril), denominació que està documentada per primera vegada el 1873, per la senzilla raó de discórrer paral·lel a la via del tren, la primera línia de l'estat inaugurada el 1848. En l'actualitat rep el seu nom en honor de l'enginyer Eduard Maristany i Gibert (1855-1941), que va dirigir les obres de les xarxes ferroviàries catalanes i va impulsar la construcció de l'estació de França de Barcelona. En aquest sentit, l'Ajuntament de Badalona, en homenatge a la seva tasca, va decidir en el Ple Municipal de 6 de novembre de 1899 atorgar-li el nom al carrer paral·lel al ferrocarril. Casualment, en aquest carrer hi havia també la fàbrica de la Societat Anònima Cros, de la qual Maristany va ser membre del Consell d'Administració des de 1904 i president (1916-1936), però també altres indústries com la llaunera Gottardo de Andreis, que en l'actualitat acull un institut d'educació secundària, o la Mobba, de muntatge de bàscules i balances, que va ser enderrocada.
En el tram a tocar de Sant Adrià de Besòs hi ha l'antiga central tèrmica i el Port de Badalona, la construcció del qual va acabar l'any 2005. Hi va hi haver una polèmica pel tall que el port imposava al carrer per una mena de barrera o peatge que es va col·locar per als qui anaven de Badalona a Sant Adrià o viceversa, i que finalment es va establir com a zona de pas gratuita.